# غوردون آر. ديكسون
غوردون آر. ديكسون (بالإنجليزية: Gordon Rupert Dickson) (1 نوفمبر 1923، إدمونتون في كندا - 31 يناير 2001، ريتشفيلد في كندا) كاتب وروائي كندي، حاصل على جائزة هوغو لأفضل قصة قصيرة عن «عسكري.. لا تسأل» في العام 1965، جائزة هوغو لأفضل رواية قصيرة عن «دورساي الضائعة» في العام 1981 وجائزة هوغو لأفضل أقصوصة طويلة عن «العباءة والموظفون» في العام 1981.

## روابط خارجية
- غوردون آر. ديكسون على موقع IMDb (الإنجليزية)
- غوردون آر. ديكسون على موقع ميوزك برينز (الإنجليزية)
- غوردون آر. ديكسون على موقع إن إن دي بي (الإنجليزية)
- غوردون آر. ديكسون على موقع قاعدة بيانات الفيلم (الإنجليزية)